# Moussadek
Moussadek (em árabe: مصدق) é uma cidade e comuna localizada na província de Chlef, Argélia. Segundo o censo de 2008, a população total da cidade era de 6 380 habitantes.